# ミカ・カウリスマキ
ミカ・カウリスマキ（Mika Kaurismäki, 1955年9月21日 - ）はフィンランド出身の映画監督・脚本家・映画プロデューサー。同じく映画監督のアキ・カウリスマキは弟。ブラジルに住んでいたことがあり、ブラジルやブラジル音楽をテーマにした映画を何本か制作している。その他音楽ドキュメンタリー作品もいくつかある。

## 経歴
高校卒業後、フィンランド南東部の小さな町で家やアパートのペンキ職人として働いていたが1976年の秋、人生で何か別のことをしようと考えた彼は作業服を着たまま本屋に入り、ピーター・フォン・バグの新刊『映画史』を買った。その本を読み映画監督になることを決意したという。
1977年から1981年までミュンヘンテレビ・映画大学 (Hochschule für Fernsehen und Film)で学び卒業後から映画製作活動に従事。1981年、弟のアキや友人と共に制作・配給会社のVillealfa Filmproductions oyを設立し、自主制作作品を多く手がけた。設立メンバーはカウリスマキ兄弟の他にも、俳優のマッティ・ペロンパー、カリ・ヴァーナネン、撮影監督のティモ・サルミネンなど、多くの同僚や友人たちで構成されていた。この時代のミカ・カウリスマキの作品には、ロードムービー『The Worthless』(1982年)と『Rosso』(1985年)、アクションコメディ『ヘルシンキ・ナポリ-オールナイト・ロング』(1987年)、環境アドベンチャー『アマゾン』(1990年)などがある。ミカのアシスタントや脚本家として働いていたアキ・カウリスマキは、ミカが処女作『罪と罰』（1984年）を制作したのをきっかけに、監督としてのキャリアをスタートさせた。Villealfaが活躍していた時代にはミッドナイト・サン映画祭(1986年)、配給会社センソ・フィルムズ(1987年)、ヘルシンキのアンドラ映画館を共同設立した。同時期の1987年、ミカ・カウリスマキはフィンランド国内ヘルシンキでプロダクション会社「マリアナ・フィルム・オイ（Marianna Films Oy）」を設立。会社名のMariannaはミカ・カウリスマキの2人の娘の名前が由来である。その後2002年には、ドイツのハレにプロダクション会社Stamina Media GmbHを共同設立した。やがてドイツなどヨーロッパを中心に根強いファンを獲得し、1992年に『ゾンビ・アンド・ザ・ゴースト・トレイン』でフィンランド映画賞監督賞を受賞する。その後『コンディション・レッド/禁断のプリズン』や『アマゾン』などの作品では、海外との共同制作も経験し、映画監督としての名声を国際的なものにしていく。1994年、サミュエル・フラー、ジム・ジャームッシュとの共同制作『ティグレロ - A Film That Was Never Made』で、ベルリン国際映画祭にて国際映画批評賞フィプレスチ賞を受賞。2008年公開の『Three Wise Men』(Kolme viisasta miestä)はフィンランドのユッシ賞、メキシコのモンテレイ国際映画祭やエストニアのタリンブラックナイツ映画祭(Tallin Black Nights Film Festival)やスペインのヴァラドリッド国際映画祭などでノミネートされいくつかの賞を受賞した。2019年公開の『Mestari Cheng』（世界で一番しあわせな食堂）はドイツ、リューベックで行われた北欧フィルムデイズ（Lübeck Nordic Film Days）にてベストフィルム賞を受賞、またミルバレー映画祭では観客賞を受賞した。2021年には日本国内での公開も決定した。
2020年公開の『Gracious Night 』(Yö armahtaa)はタリン ブラックナイツ映画祭(Tallinn Black Nights Film Festival)にノミネートされ2020年11月18日に世界初演された。
ブラジル音楽ドキュメンタリー『モロ・ノ・ブラジル』 Moro No Brasil (2002)をはじめ、ブラジルの伝統音楽ショーロのドキュメンタリー『Brasileirinho - Grandes Encontros do Choro』 (2005)など音楽ドキュメンタリー映画も多く制作されている。そのブラジルへの深い造詣から、1989年から2010年代後半まで故郷とリオ・デ・ジャネイロを往復する生活を送っていた。音楽に対する造詣が深くブラジル音楽に限らず音楽ドキュメンタリー作品は多い。

## 監督作品
- 嘘つき　Valehtelija (1981)
- The Saimaa Gesture  Saimaa-ilmiö (1981)
- Jackpot2 (1982)
- The Worthless  Arvottomat (1982)
- The Clan - Tale of Frogs  Klaani  Tarina Sammakoitten suvusta (1984)
- Rosso (1985)
- ヘルシンキ・ナポリ/オールナイトロング  Helsinki Napoli All Night Long (1987)
- Night Work   Yötyö (1988)
- Cha Cha Cha (1989)
- Paper Star   Paperitähti (1989)
- アマゾン  Amazon (1990)
- ゾンビ・アンド・ザ・ゴースト・トレイン　Zombie ja Kummitusjuna (1991)
- ラスト・ボーダー  The last border - viimeisellä rajalla (1993)
- ティグレロ 撮られなかった映画　Tigrero: A Film That Was Never Made (1994)
- コンディション・レッド/禁断のプリズン  Condition Red (1995)
- 狂熱の白昼夢   Sambolico (1996)
- GO!GO!L.A.   L.A. Without a Map (1998)
- Highway Society （2000）
- モロ・ノ・ブラジル  Moro No Brasil (2002)
- Honey Baby（2004）
- Brasileirinho - Grandes Encontros do Choro (2005)
- Sonic Mirror (2008)
- Three Wise Men   Kolme viisasta miestä (2008)
- The Sound of Glarus (2009)
- The House of Branching Love   Haarautuvan rakkauden talo (2009)
- Vesku (2010)
- Mama Africa (2011)
- ファーザーズ・トラップ 禁断の家族 Veljekset (2011)
- 旅人は夢を奏でる Road North (2012)
- Homecoming   Elämältä kaiken sain (2015)
- 王となった少女   Girl King (2015)
- 世界で一番しあわせな食堂 Mestari Cheng (2019)
- Gracious Night Yö armahtaa (2020)

## 著作
「静かなる反抗者」『小津安二郎 大全』（朝日新聞出版、2019年）収録